# Frans van der Veen
Frans van der Veen (né le 25 mars 1919 à Almelo, Pays-Bas et mort le 4 mai 1975) fut un joueur de football international néerlandais, dont le poste fut attaquant.

## Biographie

### Carrière de club
En club, van der Veen joue durant sa carrière dans le club néerlandais de l'Heracles Almelo.

### Carrière internationale
Il est également international et évolue sous les couleurs des Pays-Bas. Il participe à l'échec néerlandais à la coupe du monde 1938 en France.